# Kwon Chung-hyok
Kwon Chung-hyok (21 gennaio 1994) è un calciatore nordcoreano, difensore dell'April 25.